# Nicolas Isimat-Mirin
Nicolas Johnny Isimat-Mirin (Meudon, 15 de novembro de 1991) é um futebolista francês e guadalupense que atua como zagueiro. Atualmente defende o Vitesse.